# Villa Unión (Coahuila)
Villa Unión è una municipalità del Messico, situato nello stato di Coahuila, il cui capoluogo è la localita omonima.